# André Previn
Sir André Previn (egentlig Andreas Ludwig Priwin, født 6. april 1929 eller 1930, død 28. februar 2019) var en kendt pianist, komponist og dirigent. Previn selv var usikker på, hvornår han blev født, da hans fødselsattest er gået tabt.
Previn blev født i en jødisk familie i Berlin, men pga. det nationalsocialistiske regime i Tyskland flygtede Previn med familien til USA i 1938.
Previn begyndte i filmbranchen, hvor han som komponist af filmmusik vandt fire Oscars i efterkrigsårene. Han blev første mand til at modtage ærestitlen "The Jazzmusician of the Year".
I 1967 blev Previn dirigent ved Houston Symphony Orchestra. Året efter begyndte han i London Symphony Orchestra. I 1970'erne blev han tilknyttet Pittsburgh Symphony Orchestra, Royal Philharmonic Orchestra og Los Angeles Philharmonic Orchestra.
I 2002 blev Previn chefdirigent for Oslo Filharmoniske Orkester, efter at orkesterets dirigent i en årrække, Mariss Jansons, pludselig trak sig. Fra august 2006 overtog Jukka-Pekka Saraste denne stilling.
Previn var gift med bl.a. Mia Farrow og Dory Previn. Previns femte ægteskab (2002-2006) var med den tyske violinist Anne-Sophie Mutter.